# Masovna grobnica Prudnice
Masovna grobnica Prudnice, masovna grobnica na lokaciji Prudnicama u Općini Brdovcu u Zagrebačkoj 
županiji. Zasad su utvrđeni ostatci najmanje 130 osoba.

## Povijest nalaska
Sama priprema terenskog istraživanja započela je tijekom rujna 2019. godine kada su obavljeni terenski izvidi i snimanje iz zraka mogućih lokacija grobišta na širem području općine Brdovca. Tijekom postupka pripreme, ali i za vrijeme same terenske obrade obavljeni su razgovori s mještanima koji su nudili svoja raspoloživa saznanja o grobištima.
Ministarstvo je prvu fazu terenskog istraživanja provelo tijekom siječnja 2020. kada je pregledano preko 1000 m2 terena te je na jednom dijelu probnim iskapanjem pronađena masovna grobnica čime su potvrđena ranije prikupljena saznanja. Probna iskapanja obuhvaćaju pregled terena za koje prikupljena saznanja ukazuju na sumnju u postojanje masovne ili pojedinačne grobnice. Ministarstvo je htjelo jasno propisanim postupkom osigurati sustavni pristup u obradi grobišta Drugog svjetskog rata i poslijeratnog razdoblja.
Tijekom dva tjedna, od 4. do 15. svibnja 2020. godine, Ministarstvo hrvatskih branitelja, temeljem Zakona o istraživanju, uređenju i održavanju vojnih groblja, groblja žrtava Drugog svjetskog rata i poslijeratnog razdoblja. 
Prema zakonskoj obvezi, jedinice lokalne samouprave na čijem se području pronađu posmrtni ostatci dužna je u sklopu mjesnog groblja osigurati mjesto njihovog trajnog zbrinjavanja.
Obradi masovne grobnice pristupilo se tako što su prvo utvrđeni njezini rubovi te je potom uslijedila ručna obrada koja uključuje čišćenje i pripremu posmrtnih ostataka za njihovu ekshumaciju. Rezultat rada je ekshumacija posmrtnih ostataka najmanje 130 osoba koje su ekshumirane iz masovne grobnice dimenzija 20,3x3,2m (64,96 mm2). Prikupljena operativna saznanja nadležnih međuresornih službi govore kako se radi o žrtvama poslijeratnog razdoblja.
Ekshumirani posmrtni ostatci prevezeni su na Zavod za sudsku medicinu i kriminalistiku Zagreb gdje slijedi njihova antropološka obrada te priprema za njihovo dostojno i trajno zbrinjavanje.
Po prvi put, obradom ove masovne grobnice ostvarena je suradnja Ministarstva hrvatskih branitelja i Ministarstva unutarnjih poslova na dijelu dokumentiranja nalazišta korištenjem 3D laserskog skenera. Služba kriminalističke tehnike Ravnateljstva policije pružila je podršku u vidu opreme i ljudstva pri dokumentiranju i rekonstrukciji 3D modela grobnice, čime se dodatno ojačala već uhodana metodologija Hrvatskog modela za traženje nestalih osoba.
Završetkom ekshumacije u Brdovcu, Uprava za zatočene i nestale Ministarstva hrvatskih branitelja započinje terenska istraživanja na području Općine Đurmanca, odnosno Maceljske gore koja započinju od ponedjeljka 18. svibnja 2020. godine.